# Camarines Norte
Camarines Norte é um província de  segunda classe de renda da província (d) na região Região de Bicol (Região V), nas Filipinas. De acordo com o censo de 1 de maio  de  2020 possui uma população de 629 699 pessoas e 128 679 domicílios.  A sua capital é Daet.